# Apachentanz (1906)
Apachentanz war ein deutsches „Biophon“-Tonbild aus dem Jahr 1906. Es handelt sich um einen Kurzfilm und Tanzfilm in schwarzweiß. 

## Hintergrund
Der Film hatte eine Länge von ca. 60 bzw. 52 Metern auf einer Filmrolle, ca. drei Minuten. Die Produktionsfirma Oskar Messters Projektions GmbH Berlin des Oskar Messter stellte diesen Film her. Die Aufnahmen fanden in Messters Film-Atelier in der Friedrichstraße 16, Berlin, statt. Die Grammophonplatte wurde von der Deutschen Grammophon Aktiengesellschaft Berlin eigens für Messter hergestellt. Gezeigt wurde ein ‘Apachentanz’, wie ihn die Angehörigen der Pariser Unterwelt, die sich Apachen nannten und mit dem Indianerstamm in Nordamerika nichts als den Namen gemein haben, etwa von der Jahrhundertwende bis zum Ende des Ersten Weltkrieges auszuführen pflegten. Zensiert wurde der Film allerdings erst am Tag vor Weihnachten 1910.